# Khusrav Toirov
Khusrav Mirsaidovich Toirov (em tajique:  Хусрав Тоиров: Хусрав Тоиров; nascido em 1 de agosto de 2004), é um futebolista profissional tajikista que joga como ala esquerda para o Shakhtar Donetsk da Ucrânia e para a seleção nacional do Tajiquistão.

## Vida inicial
Como jogador juvenil, Toirov ingressou na academia juvenil de Lokomotiv-Pamir.

## Carreira
Toirov iniciou sua carreira no futebol em 2020, integrando o clube Lokomotiv-Pamir. Ele fez sua estreia em 5 de abril de 2020, substituindo Khakimjon Khasanov, aos quinze anos de idade. Em maio de 2021, Toirov foi eleito Jogador do Mês da Primeira Liga do Tajiquistão. Além disso, em 2021, ele foi reconhecido como o melhor jogador da Copa de Desenvolvimento da UEFA.
Em 2021, Toirov transferiu-se para o Dinamo Dushanbe, mas não disputou nenhuma partida pelo clube. Em 2022, ele ingressou no Atyrau, do Cazaquistão, onde fez onze aparições e registrou duas assistências. Toirov estreou na Taça do Cazaquistão em 13 de agosto de 2022.
Em 1 de março de 2023, o Shakhtar Donetsk anunciou a assinatura de um contrato com Toirov para um contrato de cinco anos. A taxa de transferência foi de 300000 euros. Ele escolheu o número 77 porque sua mãe nasceu em 1977.

## Carreira internacional
Desde 2022, ele está jogando como parte da seleção nacional de futebol de Tâjikistão sub-17. Em 11 de junho de 2023, Toirov fez sua estreia pelo Tajiquistão, entrando como substituto no minuto 64 de Shervoni Mabatshoev em seu empate por 1-1 contra o Turcomenistão na Copa das Nações da CAFA de 2023.

## Estilo de jogo
Toirov pode operar como um ala ou atacante. Ele é conhecido por sua velocidade, drible e visão.

## Estatísticas de carreira

### Internacional
- Atualizado até match played 17 de junho de 2023[8]

| Seleção Nacional | Ano   | Aplicações | Objetivos |
| ---------------- | ----- | ---------- | --------- |
| Tajiquistão      | 2023  | 2          | 0         |
| Total            | Total | 2          | 0         |